# Stænderkampene
Stænderkampene, også kendt som Ordenernes konflikt eller Ordenernes Kamp, var en politisk kamp mellem plebejerne (almindelige borgere) og patricierne (aristokrater) i den Romerske Republik. Konflikten varede fra 500 f.Kr. til 287 f.Kr., hvor plebejerne søgte politisk ligestilling med patricierne. Kampen spillede en stor rolle i udviklingen af den Romerske Republiks forfatning. Kort efter Republikkens grundlæggelse førte denne konflikt til en secessio plebis til Det Hellige Bjerg midt under en krigsperiode. Resultatet af denne første secessio plebis var dannelsen af embedet plebejertribun – og med dannelsen af dette embede, kom den første reelle magt til plebejerne.
I begyndelsen af den Romerske Republik havde kun patriciere lov til at opstille til valg til politiske embeder, men med tiden blev disse love ophævet – og i sidste ende blev alle embeder åbnet for plebejerne. Eftersom de fleste personer, der var blevet valgt til et politiske embeder, samtidig fik medlemskab af det romerske Senat, var denne udvikling med til at forvandle Senatet fra et organ bestående af patriciere, til et organ bestående af både patricier og plebejiske aristokrater. Denne udvikling skete samtidig med, at den plebejiske lovgivende forsamling, Concilium Plebis (Plebejerforsamlingen), fik mere magt. Til at begynde med gjaldt denne forsamlings handlinger ("folkeafstemninger") kun for plebejere. Forsamlingens handlinger begyndte at gælde både plebejere og patriciere efter 339 f.Kr., som følge af love indført af den anden plebejiske diktator, Q. Publilius Philo. Den mest grundlæggende ændring var imidlertid tildelingen af tribunicia potestas (tribunal magt), hvor plebejertribuner kunne nedlægge veto mod ugunstig lovgivning.

## Patriciernes periode (494–367 f.Kr.)
Stænderkampene begyndte mindre end 20 år efter Republikkens grundlæggelse. Under det eksisterende system udgjorde de fattige plebejer størstedelen af den romerske hær. Under deres militærtjeneste blev de gårde, hvorpå deres levebrød afhang, efterladt øde. Uden mulighed for at tjene tilstrækkelig indkomst, vendte mange sig til patricierne for hjælp, hvilket gjorde dem sårbare over for misbrug og endda slaveri. Da patricierne kontrollerede det politiske system i Rom, fandt plebejerne ingen hjælp inden for det eksisterende politiske system. Deres løsning var at gå på strejke. I 494 f.Kr. var romerne i krig med tre italienske stammer (aequerne, sabinerne og volskerne), men de plebeiske soldater – rådgivet af Lucius Sicinius Vellutus – nægtede at marchere mod fjenden og trak sig i stedet tilbage til det Hellige Bjerg uden for Rom. En aftale blev forhandlet, og patricierne accepterede, at plebejerne skulle have ret til at mødes i deres egen forsamling, Plebejerforsamlingen (Concilium Plebis), og til at vælge deres egne embedsmænd til at beskytte deres rettigheder, plebejertribuner (tribunus plebis).
I løbet af det 5. århundrede f.Kr. var der en række mislykkede forsøg på at reformere de romerske agrarlove (fordelingen af offentlig jord, eller ager publicus) for at fordele nyligt erobrede territorier blandt plebejerne. I flere tilfælde blev disse reformer advokeret af de plebejertribunerne.
I 471 f.Kr. blev Lex Publilia vedtaget, hvilket markerede en vigtig reform, der flyttede den praktiske magt fra patricierne til plebejerne. Loven overførte valget af plebejertribunerne til tribus-forsamlingen (comitia populi tributa), hvilket frigav deres valg fra indflydelsen af patriciernes klienter.
I de tidlige år af den Romerske Republik fik plebejerne ikke lov til at besidde magister-embeder. Mens plebejertribuner regelmæssigt forsøgte at blokere lovgivning, der var ugunstig for plebejerne, forsøgte patricierne ofte at modarbejde dem ved at opnå støtte fra en anden tribun. Et eksempel på dette fandt sted i 448 f.Kr., da kun fem tribuner blev valgt til at besidde ti embeder. I henhold til traditionen, og under pres fra patricierne, udpegede de fem mere, hvoraf to var patriciere. Som følge af bekymring om, at patricierne ville forsøge at påvirke fremtidige valg på denne måde – eller ved selv at opnå embederne for at forhindre plebejertribunerne i at udøve deres magt – blev Lex Trebonia vedtaget, som forbød plebejertribuner i at udpege deres kolleger i fremtiden.
I 445 f.Kr. krævede plebejerne, at de fik ret til at opstille til konsul-embedet (den øverste magistrat i den Romerske Republik), men Senatet nægtede at tildele dem denne ret. Til sidst blev der indgået et kompromis, og mens konsul-embedet forblev lukket for plebejerne, blev konsulær kommandomyndighed/magt (imperium) tildelt et givet antal af militærtribuner. Disse personer – de såkaldte konsulære tribuner ("militære tribuner med konsulær magt" eller tribuni militum consulari potestate) – blev valgt af Centurie-forsamlingen, og Senatet havde magten til at veto ethvert sådant valg. Dette var det første af mange forsøg fra plebejerne på at opnå politisk ligestilling med patricierne.
Fra omkring 400 f.Kr. blev der udkæmpet en række krige mod flere nabostammer (især aequerne, volskerne, latinerne og veierne). Plebejerne, der udgjorde en betydelig del af hæren, blev rastløse af blodsudgydelserne, mens det patricianske aristokrati nød godt af frugterne af de resulterende erobringer. Plebejerne, nu udmattede og bitre, krævede derfor reelle indrømmelser, hvorfor tribunerne Gajus Licinius Stolo og Lucius Sextius Lateranus vedtog en lov i 367 f.Kr. (Lex Licinia Sextia), som adresserede plebejernes økonomiske problemer. Loven krævede dog også, at mindst en plebejer blev valgt til konsul hvert år. Åbningen af konsul-embedet for plebejerne var sandsynligvis årsagen til efterfølgende indrømmelse i 366 f.Kr., hvor både embederne som praetor og curule ædiler begge blev oprettet, men kun var åbne for patriciere.
Kort efter Republikkens grundlæggelse blev Centurie-forsamlingen den primære romerske forsamling, hvor magistrater blev valgt, love blev vedtaget, og retssager fandt sted. Omkring samme tid samledes plebejerne i en uformel plebejisk Kurie-forsamling, som var den oprindelige Plebejerforsamling. Da de var organiseret på basis af kurie (og dermed efter klan), forblev de afhængige af deres patricianske patroner. I 471 f.Kr. blev en lov vedtaget på baggrund af tribunen Volero Publilius' indsats, som tillod plebejerne at organisere sig efter tribus (stamme) i stedet for efter kurie. Således blev plebejernes Kurie-forsamling til Plebejernes Tribus-forsamling, og plebejerne blev politisk uafhængige.
Under det Romerske Kongerige havde kongen udpeget to equites til at fungere som hans assistenter, og efter monarkiets fald bevarede konsulerne denne myndighed. I henhold til Cicero begyndte equites I 447 f.Kr. imidlertid at blive valgt af en Tribus-forsamling, der blev ledet af en magistrat. Det ser ud til, at dette var det første tilfælde af en fælles patriciansk-plebejiske Tribus-forsamling og var derfor sandsynligvis en enorm gevinst for plebejerne. Mens patriciere kunne stemme i denne fælles forsamling, var der aldrig særlig mange patriciere i Rom. Således var de fleste vælgere plebejer, og alligevel havde enhver magistrat valgt af en fælles forsamling jurisdiktion over både plebejer og patriciere. Derfor syntes plebejerne for første gang at have erhvervet indirekte myndighed over patriciere. De fleste samtidige beretninger om en forsamling af tribus refererer specifikt til Plebejerforsamlingen.
Distinktionen mellem den fælles Tribus-forsamling (sammensat af både patriciere og plebejer) og Plebejerforsamlingen (sammensat kun af plebejer) er ikke klart defineret i de samtidige beretninger. Derfor kan eksistensen af en fælles Tribus-forsamling kun antages gennem indirekte beviser. I løbet af det 5. århundrede f.Kr. blev en række reformer vedtaget (leges Valeria Horatio eller "lovgivningen fra konsulerne Valerius og Horatius"), som i sidste ende krævede, at enhver lov vedtaget af Plebejerforsamlingen havde fuld lovmæssig myndighed over både plebejer og patriciere. Dette gav plebejertribuner – som præsiderede over Plebejerforsamlingen – en positiv karakter for første gang. Før disse love blev vedtaget, kunne tribunerne kun indsætte deres personlige hellighed (intercessio) for at veto handlinger fra Senatet, forsamlinger eller magistrater. Det var en modificering af Valerian-loven i 449 f.Kr., der for først gang tillod handlinger fra Plebejerforsamlingen at have fuld lovmæssig myndighed over både plebejer og patriciere, men i sidste ende var det den sidste lov i rækken vedtaget, som fjernede den sidste kontrol, som patricierne i Senatet havde over denne magt.

## Afslutningen på Stænderkampene (367-287 f.Kr.)
I årtierne efter vedtagelsen af Licinio-Sextian-loven fra 367 f.Kr. blev en række love vedtaget, som i sidste ende tildelte plebejerne politisk ligestilling med patricierne. Patricier-tiden sluttede helt i 287 f.Kr. med vedtagelsen af Hortensius-loven. Da embedet som curule ædiler blev oprettet, var det kun åbent for patriciere. Imidlertid blev der til sidst sikret en aftale mellem plebejerne og patricierne. Et år skulle embedet som curule ædiler være åbent for plebejer, og det næste år skulle det kun være åbent for patriciere. Til sidst blev denne aftale dog opgivet, og plebejerne vandt fuld adgang til embedet som curule ædiler. Derudover – efter at konsul-embedet var blevet åbent for plebejerne – erhvervede plebejerne sig de facto retten til at besidde både embedet som romerske diktator og den romerske censur, da kun tidligere konsuler kunne besidde begge embeder. 356 f.Kr. så udnævnelsen af den første plebejiske diktator, og i 339 f.Kr. fik plebejerne vedtaget en lov (lex Publilia), som krævede mindst en plebejisk censor blev valgt for hver femårsperiode. I 337 f.Kr. blev den første plebejiske praetor (Q. Publilius Philo) valgt. Derudover nærmede de plebejertribunerne og senatorerne sig hinanden i disse år. Senatet forstod behovet for at bruge plebejiske embedsmænd til at opnå ønskede mål, og for at vinde tribunerne over, gav senatorerne tribunerne stor magt – og ikke overraskende begyndte tribunerne at føle sig forpligtede over for Senatet. I takt med at tribunerne og senatorerne nærmede sig hinanden, var plebejiske senatorer ofte i stand til at sikre tribunatet for medlemmer af deres egne familier. Med tiden blev tribunatet et springbræt (Cursus honorum) til et højere embede.
Under det Romerske Kongerige udnævnte kongen nye senatorer gennem en proces kaldet lectio senatus, men efter monarkiets fald erhvervede konsulerne denne magt. Omkring midten af det 4. århundrede f.Kr. vedtog Plebejerforsamlingen dog "Lex Ovinia" (plebiscitum Ovinium), som gav magten til at udnævne nye senatorer til de romerske censorer. Det kodificerede også en almindelig praksis, som nærmest krævede, at censorerne udnævnte enhver nyvalgt magistrat til Senatet. Selvom dette ikke var et absolut krav, var sproget i loven så strengt, at censorerne sjældent trodsede det. Det er ikke kendt, hvilket år denne lov blev vedtaget, selvom den sandsynligvis blev vedtaget mellem åbningen af censur-embedet for plebejerne (i 339 f.Kr.) og den første kendte lectio senatus af en censor (i 312 f.Kr.). På dette tidspunkt besad plebejerne allerede et betydeligt antal magistrat-embeder, og derfor var antallet af plebejiske senatorer sandsynligvis steg hurtigt. Det var i al sandsynlighed blot et spørgsmål om tid, før plebejerne kom til at dominere Senatet.
Under det nye system blev nyvalgte magistrater automatisk tildelt medlemskab i Senatet, selvom det forblev vanskeligt for en plebejer fra en ukendt eller lavt-stående familie at træde ind i Senatet. Ved sjældne lejligheder, hvor en person fra en ukendt familie (ignobilis) blev valgt til højt embede, skyldtes det normalt den usædvanlige karakter af denne person, som det var tilfældet for både Gajus Marius og Marcus Tullius Cicero. Flere faktorer gjorde det vanskeligt for personer fra ukendte familier at blive valgt til et højt embede – især selve tilstedeværelsen af en etableret adel, da dette appellerede til den dybt rodfæstede romerske respekt for fortiden. Derudover var valgkampe dyre, hverken senatorer eller magistrater blev betalt, og Senatet tilbagebetalte ofte ikke magistrater for udgifter forbundet med deres officielle pligter. Derfor måtte en person normalt være velhavende, før han søgte et højt embede. I sidste ende opstod et nyt patriciansk-plebejiske aristokrati (nobilitas), som erstattede den gamle patricianske adel. Det var dominansen af det langvarige patricianske adel, der i sidste ende tvang plebejerne til at føre deres lange kamp for politisk magt. Den nye adel var imidlertid fundamentalt forskelligt fra det gamle adel. Den gamle adel eksisterede gennem lovens kraft, fordi kun patriciere var tilladt at stille op til høje embeder, og det blev i sidste ende væltet efter, at disse love blev ændret. Nu eksisterede den nye adel imidlertid på grund af samfundets organisering, og som sådan kunne det kun væltes gennem en revolution.
Stænderkampene så sin afslutning, da plebejerne havde opnået politisk ligestilling med patricierne. Et lille antal plebejiske familier havde opnået den samme status, som de gamle aristokratiske patricianske familier altid havde haft, men disse nye plebejiske aristokrater var lige så uinteresserede i den almindelige plebejers situation, som de gamle patricianske aristokrater altid havde været. I denne periode var plebejernes situation blevet lindret på grund af den konstante krigstilstand, som Rom befandt sig i. Disse krige gav beskæftigelse, indkomst og herlighed for den almindelige plebejer, og den følelse af patriotisme, der resulterede fra disse krige, eliminerede også enhver reel trussel om plebejisk uro. Lex Publilia, som havde krævet, at mindst en plebejisk censor blev valgt hvert femte år, indeholdt en anden bestemmelse. Før denne lov kunne enhver lov, som blev vedtaget af en forsamling kun blive en lov efter, at de patricianske senatorer havde givet deres godkendelse. Denne godkendelse kom i form af en auctoritas patrum ("fædernes myndighed"). Lex Publilia ændrede denne proces, idet den krævede, at auctoritas patrum skulle vedtages, før der kunne blive stemt om en lov i en af forsamlingerne – i stedet for efter man havde stemt om loven i en forsamling. Det er ikke kendt hvorfor, men denne ændring synes at have gjort auctoritas patrum irrelevant.
I 287 f.Kr. var den gennemsnitlige plebejers økonomiske tilstand blevet dårlig. Problemet synes at have centreret sig omkring udbredt gæld, og plebejerne krævede derfor hurtigt lindring. Senatorerne – hvoraf de fleste tilhørte kreditorklassen – nægtede at efterkomme plebejernes krav, og resultatet blev den endelige plebejiske secessio. Plebejerne begav sig mod Janiculum-højen. For at afslutte denne secessio blev en diktator ved navn Quintus Hortensius udnævnt. Hortensius, en plebejer, vedtog lex Hortensia, som afsluttede kravet om, at en auctoritas patrum skulle vedtages, før et hvilket som helst lovforslag kunne overvejes af enten Plebejerforsamlingen eller Tribus-forsamlingen. Kravet blev ikke ændret for Centurie-forsamlingen. Hortensius-loven bekræftede også princippet om, at én handling fra Plebejerforsamlingen havde fuld lovmæssig myndighed over både plebejer og patriciere, som den oprindeligt havde erhvervet sig så tidligt som i 449 f.Kr. Betydningen af Hortensius-loven lå i, at den fjernede den sidste kontrolmekanisme over Plebejerforsamlingen fra de patricianske senatorer.

## Moderne forskning
Den traditionelle beretning blev længe accepteret som faktuel, men den har en række problemer og er inkonsistent – og næsten hvert element i historien er kontroversielt i dag. For eksempel angiver fasti et antal konsuler med plebejiske navne i det 5. århundrede f.Kr., da konsul-embedet angiveligt kun var åbent for patriciere. Her er forklaringen om, at tidligere patricianske gentes på en eller anden måde blev plebejiske senere, vanskelige at bevise. Et andet vanskeligt punkt at forklare er det tilsyneladende fravær af et væbnet oprør. Som historien fra den sene Republik viser, førte lignende typer af klager hurtigt til blodsudgydelser, mens Livius' beretning hovedsageligt synes at omfatte debat, med lejlighedsvise trusler om secessio. Intet af dette hjælpes af vores grundlæggende usikkerhed omkring, hvem plebejerne egentlig var. Mange af plebejerne vides således at have været velhavende jordbesiddere, og betegnelsen "lavere klasse" stammer fra den sene Republik.
Nogle forskere, såsom Richard E. Mitchell, har endda argumenteret for, at der slet ikke var nogen konflikt. Her argumenteres der for, at romerne i den sene Republik havde fortolket begivenheder i deres fjerne fortid som om de var sammenlignelige med deres egen tids klassekampe. Problemets kerne er, at der ikke findes nogen samtidige beretninger om konflikten. Forfattere som Polybius, der måske havde mødt personer, hvis bedsteforældre deltog i konflikten, nævner den ikke (hvilket måske ikke er overraskende, da Polybius' historie dækkede en periode efter konflikten. Andre forfattere, der taler om konflikten – såsom Livius eller Cicero – menes nogle gange at have blandet fakta og fiktion, og nogle gange antaget, at der ikke var nogen grundlæggende ændringer i de romerske institutioner over de næsten 500 år.